# Rouffiac (Charente)
Pour les articles homonymes, voir Rouffiac.
Cet article concerne la commune de Rouffiac. Pour l'ancienne commune du même nom dans le département, voir Plassac-Rouffiac.
Rouffiac est une commune du Sud-Ouest de la France, située dans le département de la Charente (région Nouvelle-Aquitaine).
Ses habitants sont les Rouffiacais et les Rouffiacaises.

## Géographie

### Localisation et accès
Rouffiac est une commune du Sud Charente située à 3 km à l'est de Chalais et 43 km au sud d'Angoulême.
Le bourg de Rouffiac est aussi à 7 km à l'est d'Aubeterre-sur-Dronne, le chef-lieu de son canton, 8 km au nord-ouest de Saint-Aulaye, département de la Dordogne, 50 km de Périgueux et 70 km de Bordeaux.
Rouffiac est située sur la D 2, route de Chalais à Aubeterre, qui passe près du bourg et traverse la commune d'ouest en est. La D 674, route d'Angoulême à Libourne, passe à l'ouest de la commune, à 3,5 km du bourg, à Chalais.
La gare la plus proche est celle de Chalais, desservie par des TER à destination d'Angoulême et de Bordeaux.

### Hameaux et lieux-dits
La commune comprend le village de Saint-Martial situé à l'est, ainsi que de nombreuses fermes.

### Communes limitrophes
| Orival                   |          |              |
|                          | Rouffiac | Saint-Romain |
| Saint-Quentin-de-Chalais |          | Les Essards  |

### Géologie et relief
La commune est occupée par le Campanien (Crétacé supérieur), calcaire crayeux qui occupe une grande partie du Sud Charente,,.
Le relief de la commune est particulièrement vallonné, car la commune occupe une crête entre deux versants, échancrée par de nombreuses combes. Le point culminant est à une altitude de 170 m, situé au réservoir de la Croix de Virchenaud, à l'est. Le point le plus bas est à 45 m, situé le long de la Beuronne, à l'extrémité sud. Le bourg, situé sur une hauteur, est à 155 m d'altitude.

### Hydrographie

#### Réseau hydrographique

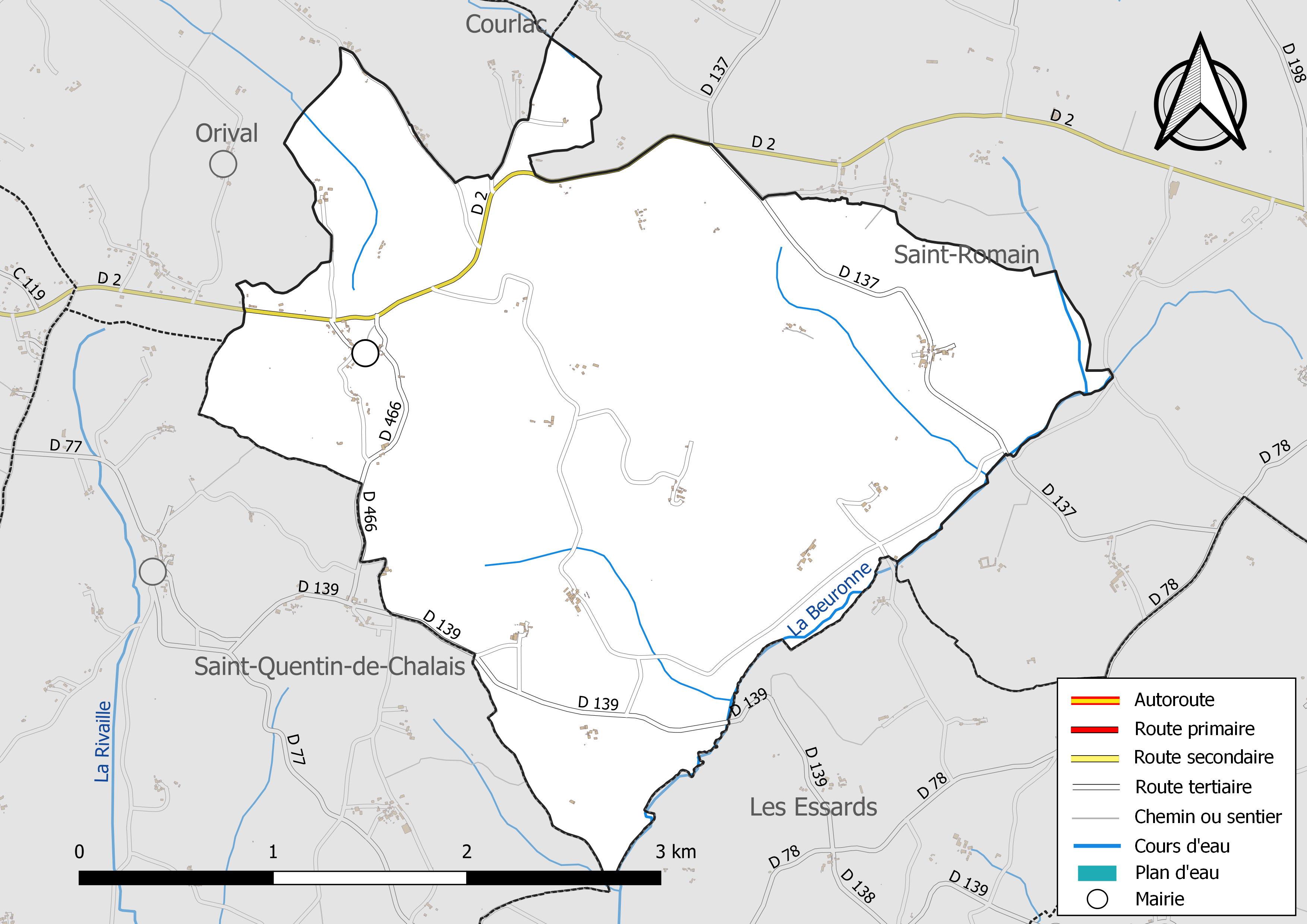
Réseaux hydrographique et routier de Rouffiac.

La commune est située dans le bassin de la Dordogne au sein du Bassin Adour-Garonne. Elle est drainée par la Beuronne et le Guinelier et par divers petits cours d'eau, qui constituent un réseau hydrographique de 6 km de longueur totale,.
La Beuronne, petit affluent de la Dronne qui prend sa source près de Saint-Romain, limite la commune au sud-est.
Au nord-ouest, des têtes de vallées donnent naissance à des ruisseaux intermittents se dirigeant vers la vallée de la Tude, affluent de la Dronne.
On trouve aussi quelques sources et petites retenues d'eau à usage agricole.

#### Gestion des eaux
Le territoire communal est couvert par le schéma d'aménagement et de gestion des eaux (SAGE) « Isle - Dronne ». Ce document de planification, dont le territoire regroupe les bassins versants de l'Isle et de la Dronne, d'une superficie de 7 500 km2, a été approuvé le 2 août 2021. La structure porteuse de l'élaboration et de la mise en œuvre est l'établissement public territorial de bassin de la Dordogne (EPIDOR). Il définit sur son territoire les objectifs généraux d’utilisation, de mise en valeur et de protection quantitative et qualitative des ressources en eau superficielle et souterraine, en respect des objectifs de qualité définis dans le troisième SDAGE  du Bassin Adour-Garonne qui couvre la période 2022-2027, approuvé le 10 mars 2022.

### Climat
Comme dans les trois quarts sud et ouest du département, le climat est océanique aquitain.

## Urbanisme

### Typologie
Au 1er janvier 2024, Rouffiac est catégorisée commune rurale à habitat très dispersé, selon la nouvelle grille communale de densité à 7 niveaux définie par l'Insee en 2022.
Elle est située hors unité urbaine et hors attraction des villes,.

### Occupation des sols
L'occupation des sols de la commune, telle qu'elle ressort de la base de données européenne d’occupation biophysique des sols Corine Land Cover (CLC), est marquée par l'importance des territoires agricoles (76,7 % en 2018), une proportion sensiblement équivalente à celle de 1990 (77,1 %). La répartition détaillée en 2018 est la suivante : 
zones agricoles hétérogènes (38,4 %), terres arables (32,1 %), forêts (23,3 %), prairies (6,2 %). L'évolution de l’occupation des sols de la commune et de ses infrastructures peut être observée sur les différentes représentations cartographiques du territoire : la carte de Cassini (XVIIIe siècle), la carte d'état-major (1820-1866) et les cartes ou photos aériennes de l'IGN pour la période actuelle (1950 à aujourd'hui).

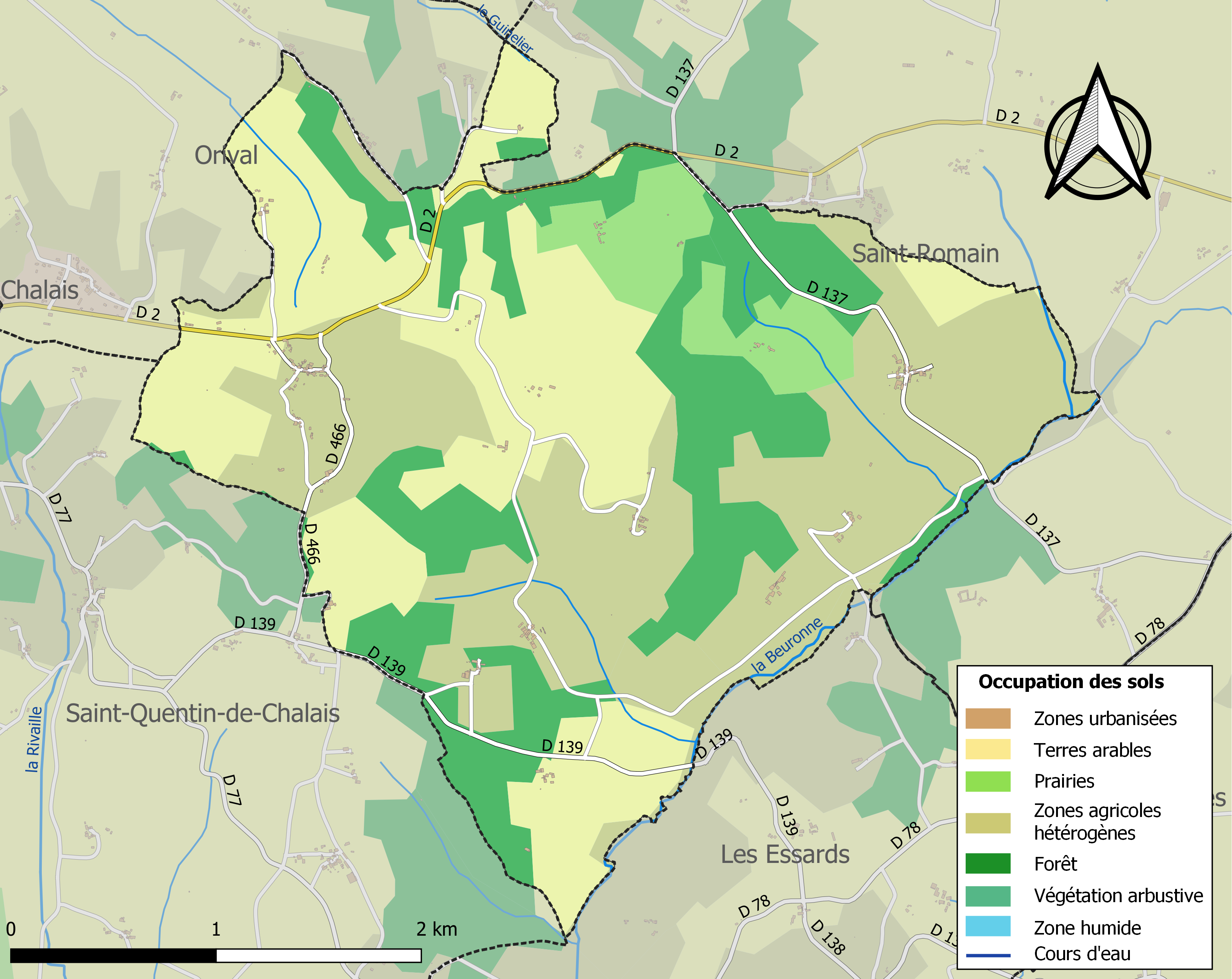
Carte des infrastructures et de l'occupation des sols de la commune en 2018 (CLC).

### Risques majeurs
Le territoire de la commune de Rouffiac est vulnérable à différents aléas naturels : météorologiques (tempête, orage, neige, grand froid, canicule ou sécheresse), inondations, mouvements de terrains et séisme (sismicité faible). Un site publié par le BRGM permet d'évaluer simplement et rapidement les risques d'un bien localisé soit par son adresse soit par le numéro de sa parcelle.
Certaines parties du territoire communal sont susceptibles d’être affectées par le risque d’inondation par ruissellement et coulée de boue, notamment La commune a été reconnue en état de catastrophe naturelle au titre des dommages causés par les inondations et coulées de boue survenues en 1982, 1983, 1992 et 1999,.

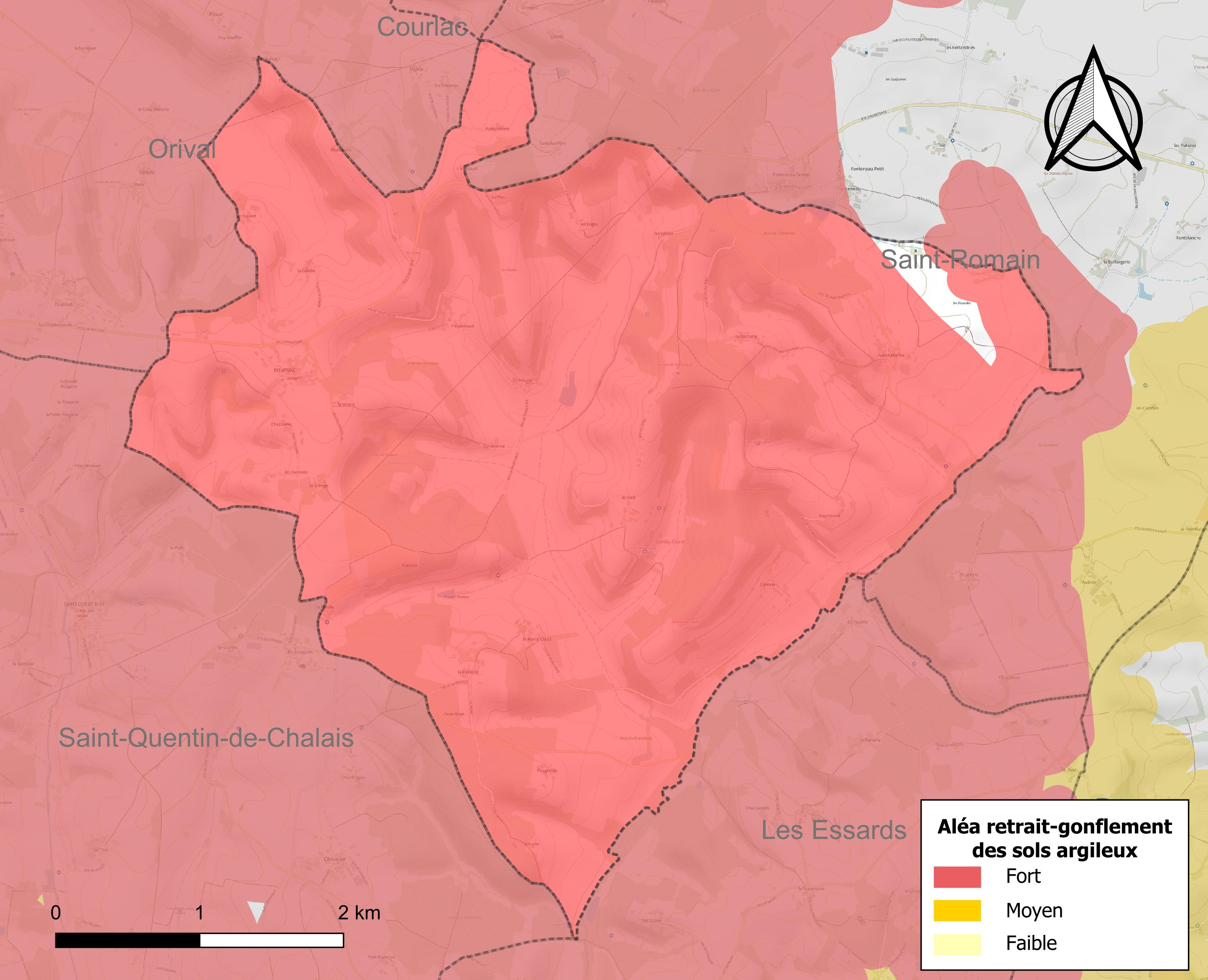
Carte des zones d'aléa retrait-gonflement des sols argileux de Rouffiac.

Les mouvements de terrains susceptibles de se produire sur la commune sont des éboulements, chutes de pierres et de blocs et des glissements de terrain.
Le retrait-gonflement des sols argileux est susceptible d'engendrer des dommages importants aux bâtiments en cas d’alternance de périodes de sécheresse et de pluie. 98,9 % de la superficie communale est en aléa moyen ou fort (67,4 % au niveau départemental et 48,5 % au niveau national). Sur les 79 bâtiments dénombrés sur la commune en 2019, 79 sont en aléa moyen ou fort, soit 100 %, à comparer aux 81 % au niveau départemental et 54 % au niveau national. Une cartographie de l'exposition du territoire national au retrait gonflement des sols argileux est disponible sur le site du BRGM,.
Par ailleurs, afin de mieux appréhender le risque d’affaissement de terrain, l'inventaire national des cavités souterraines permet de localiser celles situées sur la commune.
Concernant les mouvements de terrains, la commune a été reconnue en état de catastrophe naturelle au titre des dommages causés par des mouvements de terrain en 1999.

## Toponymie
Les formes anciennes Ruffiaco, Roffiac, Roffiaco en 1268 sont les mêmes que celles de Ruffec et de Rouffiac (ancienne commune de Plassac-Rouffiac).
L'origine du nom de Rouffiac remonterait à un nom de personne gallo-romain Ruffius auquel est apposé le suffixe -acum, ce qui correspondrait à Roffiacum, « domaine de »,.
Créée Rouffiac en 1793 à partir du nom de la paroisse, la commune s'appelait Rouffiac-Saint-Martial-La Menècle au début du XXe siècle, du nom des trois anciennes communes la composant. La Menècle était orthographié La Menescle au XVIIIe siècle,,.

### Limite dialectale
La commune est dans la langue d'oïl (domaine du saintongeais), et marque la limite avec le domaine occitan (dialecte limousin) à l'est.

## Histoire
Comme le canton de Chalais à l'est de la Tude, la paroisse de Rouffiac, comme celles de Saint-Martial et La Menècle qui composent la commune actuelle, faisaient partie, sur un point de vue religieux, du diocèse de Périgueux.
Sous l'Ancien Régime, Rouffiac, comme Chalais et parfois Aubeterre, a fait partie de la province de Saintonge.
Au début du XXe siècle, le bourg de Saint-Martial était légèrement plus important que celui de Rouffiac.
En 1846, les anciennes communes de Saint-Martial, La Menescle ont été réunies à Rouffiac.

## Administration

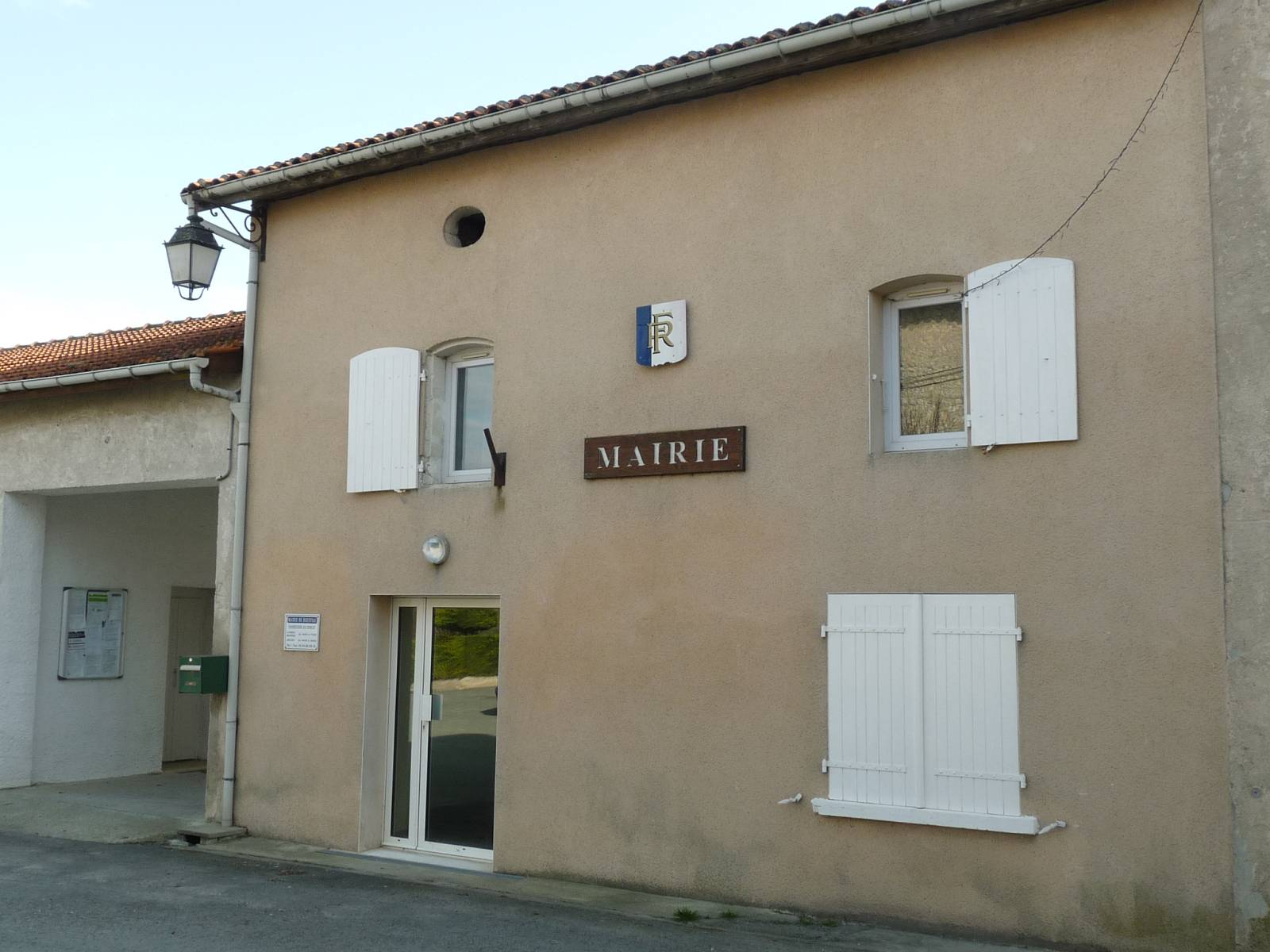
La mairie.

| Période                                  | Période  | Identité           | Étiquette | Qualité           |
| ---------------------------------------- | -------- | ------------------ | --------- | ----------------- |
| Les données manquantes sont à compléter. |          |                    |           |                   |
| 2001                                     | 2008     | Éric Rocher        |           |                   |
| 2008                                     | 2014     | Marie-France Borde | DVG       | Fonctionnaire     |
| 2014                                     | En cours | Éric Rocher        |           | Chef d'entreprise |

## Démographie

### Évolution démographique
L'évolution du nombre d'habitants est connue à travers les recensements de la population effectués dans la commune depuis 1793. Pour les communes de moins de 10 000 habitants, une enquête de recensement portant sur toute la population est réalisée tous les cinq ans, les populations de référence des années intermédiaires étant quant à elles estimées par interpolation ou extrapolation. Pour la commune, le premier recensement exhaustif entrant dans le cadre du nouveau dispositif a été réalisé en 2008.

En 2022, la commune comptait 119 habitants, en évolution de −4,03 % par rapport à 2016 (Charente : −0,48 %, France hors Mayotte : +2,11 %).
| 1793 | 1800 | 1806 | 1821 | 1831 | 1841 | 1846 | 1851 | 1856 |
| ---- | ---- | ---- | ---- | ---- | ---- | ---- | ---- | ---- |
| 223  | 194  | 223  | 215  | 225  | 230  | 530  | 451  | 471  |

| 1861 | 1866 | 1872 | 1876 | 1881 | 1886 | 1891 | 1896 | 1901 |
| ---- | ---- | ---- | ---- | ---- | ---- | ---- | ---- | ---- |
| 447  | 406  | 378  | 382  | 340  | 336  | 307  | 297  | 293  |

| 1906 | 1911 | 1921 | 1926 | 1931 | 1936 | 1946 | 1954 | 1962 |
| ---- | ---- | ---- | ---- | ---- | ---- | ---- | ---- | ---- |
| 305  | 300  | 251  | 244  | 238  | 230  | 223  | 194  | 184  |

| 1968 | 1975 | 1982 | 1990 | 1999 | 2006 | 2008 | 2013 | 2018 |
| ---- | ---- | ---- | ---- | ---- | ---- | ---- | ---- | ---- |
| 159  | 156  | 131  | 106  | 114  | 114  | 114  | 123  | 120  |

| 2022 | - | - | - | - | - | - | - | - |
| ---- | - | - | - | - | - | - | - | - |
| 119  | - | - | - | - | - | - | - | - |

### Pyramide des âges
La population de la commune est relativement âgée.
En 2018, le taux de personnes d'un âge inférieur à 30 ans s'élève à 24,2 %, soit en dessous de la moyenne départementale (30,2 %). À l'inverse, le taux de personnes d'âge supérieur à 60 ans est de 42,5 % la même année, alors qu'il est de 32,3 % au niveau départemental.
En 2018, la commune comptait 67 hommes pour 53 femmes, soit un taux de 55,83 % d'hommes, largement supérieur au taux départemental (48,41 %).
Les pyramides des âges de la commune et du département s'établissent comme suit.
| Hommes | Classe d’âge | Femmes |
| ------ | ------------ | ------ |
| 1,5    | 90 ou +      | 0,0    |
| 14,9   | 75-89 ans    | 17,0   |
| 22,4   | 60-74 ans    | 30,2   |
| 19,4   | 45-59 ans    | 20,8   |
| 11,9   | 30-44 ans    | 15,1   |
| 13,4   | 15-29 ans    | 9,4    |
| 16,4   | 0-14 ans     | 7,5    |

| Hommes | Classe d’âge | Femmes |
| ------ | ------------ | ------ |
| 1      | 90 ou +      | 2,7    |
| 9,2    | 75-89 ans    | 12     |
| 20,6   | 60-74 ans    | 21,3   |
| 20,7   | 45-59 ans    | 20,3   |
| 16,8   | 30-44 ans    | 16     |
| 15,6   | 15-29 ans    | 13,4   |
| 16,1   | 0-14 ans     | 14,3   |

### Remarques
Rouffiac a absorbé la Menescle et Saint-Martial en 1846.

## Économie

### Agriculture
Rouffiac est une commune principalement agricole.
La viticulture occupe une petite partie de l'activité. La commune est située dans les Bons Bois, dans la zone d'appellation d'origine contrôlée du cognac.

### Commerces et artisans
Un tourneur d'art sur bois est installé au bourg.

## Lieux et monuments

### Église paroissiale
L'église paroissiale Saint-Jean-Baptiste date des XIIe et XVe siècles. On peut remarquer un élargissement de la nef du côté nord.
Elle possède une chaire en bois sculpté du début du XVIIIe siècle, avec une statue de saint Marc assis sur le lion et soutenant la cuve. Elle est classée monument historique au titre objet depuis 1911.
Le retable, en bois sculpté avec décor peint et en relief, datant de la même époque, est aussi classé depuis 1975.

La cloche en bronze date de 1667. Elle est gravée 

« BENEDICAMUS PATREM ET FILIUM CUM SANCTO SPIRITU. SIT NOMEN DOMINI BENEDICTUM EX HOC, NUNC ET USQUE AD SECULUM. JESUS MARIA JOSEPH. S.MARIA ET STE MARTIALISINTERCEDITE PRO NOBIS. HAEC CAMPANA FUIT BENEDICTA A D.PETRO ROSSIGNOL, RECTORE SANCTI MARTIALIS DE COLONGES, XIX MENSIS MAII, ANNO DOMINI 1667. FUIT IUSTICUS PATER D.JOANNES R.DROULHE, SCUTIFER ; LUSTRICA VERO MATER DOMICELLA MARIE D'AUBETERRE »

. Elle est classée monument historique au titre objet depuis 1944.

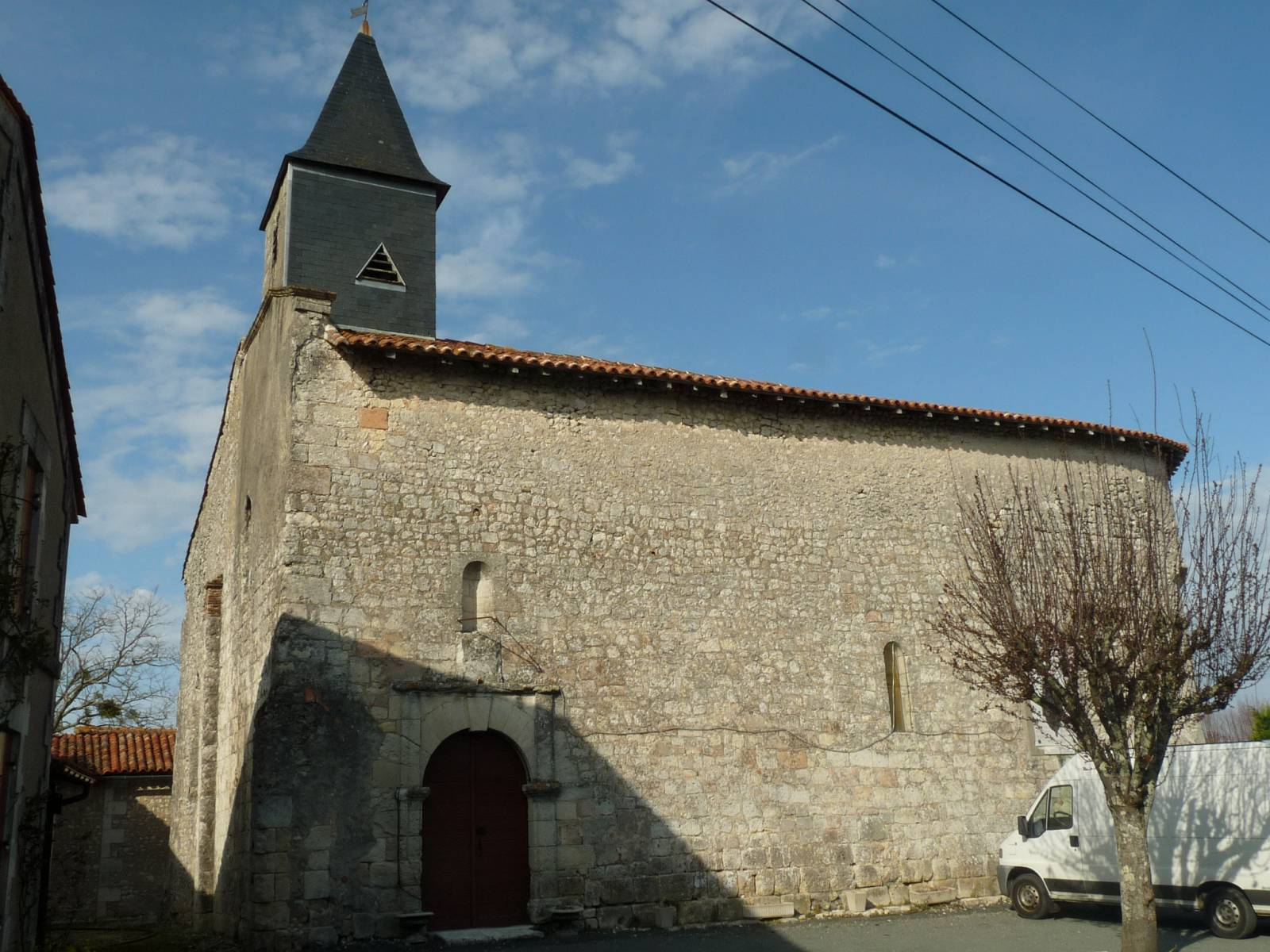
Vue de l'église.
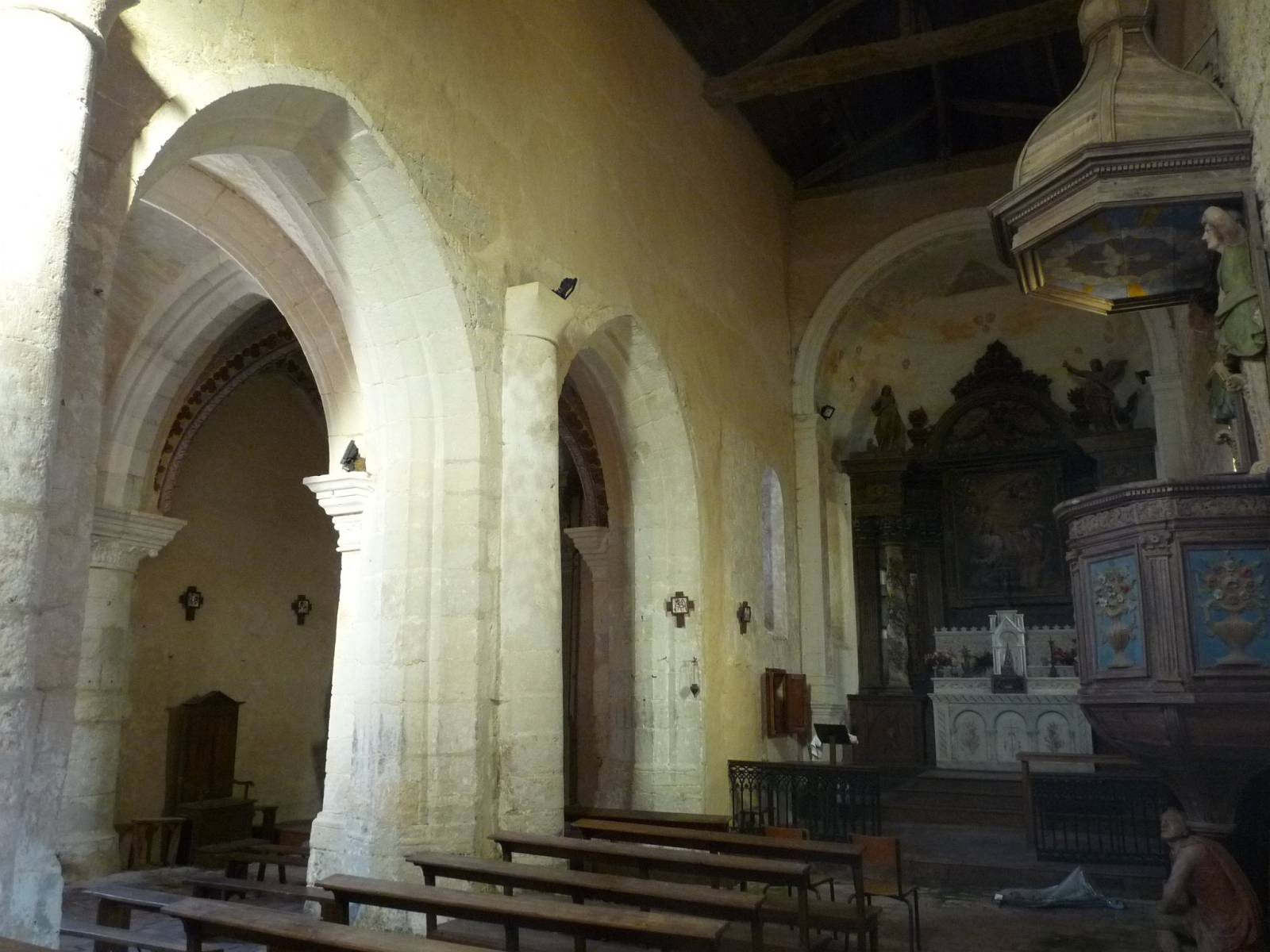
L'intérieur avec nef latérale.
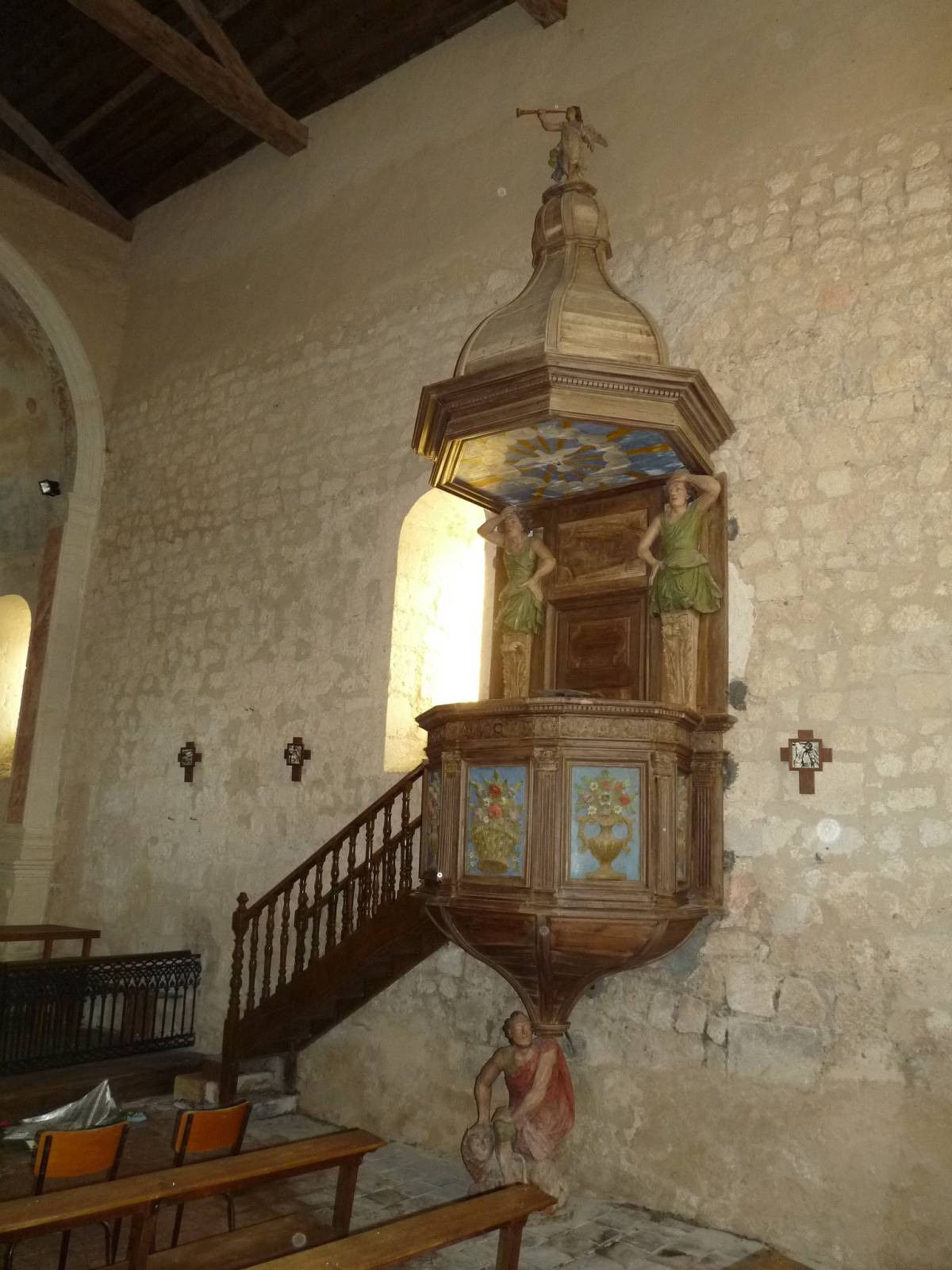
La chaire.

### Patrimoine civil
- Le logis de la Menècle, du XVIIIe siècle, possède un toit mansardé[38].
- Le château de Saint-Martial est un logis datant initialement des XVe et XVIe siècles. Il possède encore une tour ruinée et une tourelle crénelée[38].
- Les vestiges d'un logis existent encore au bourg près de l'église[38].
- Le château de la Grange, situé au sud du bourg, date du début du XXe siècle. Il s'agit d'une construction en brique et pierre de style néo-Louis XIII. Le propriétaire et architecte de cette habitation était Célestin Bonin, chef de la police du Sultan à Constantinople, et qui portait le titre de « Bonin Pacha »[39].

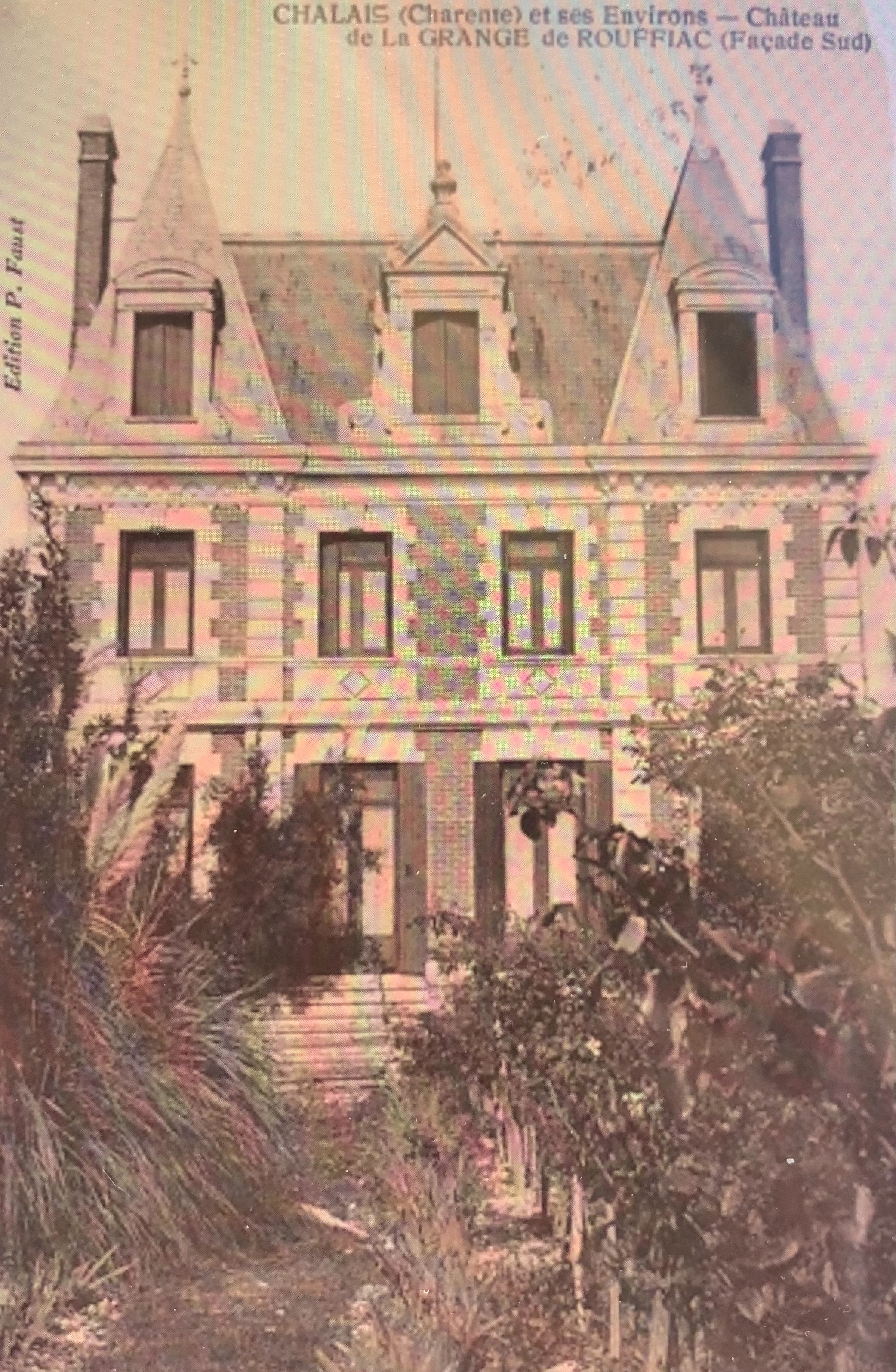
Carte postale de 1913 du château de la Grange

## Personnalités liées à la commune
- Célestin Bonin (1851-1924), policier français qui contribua à moderniser la police ottomane à la fin du XIXe siècle, né au lieu-dit La Grange.